# Nikolai Kapustin
Nikolai Kapustin (Gorlovka, 22 de novembro de 1937 — 2 de julho de 2020) foi um compositor e pianista ucraniano.
Estudou no Conservatório de Moscou com Avrelian Rubakh e Alexander Goldenweiser. A partir da década de 1950 adquiriu renome como pianista de jazz, improvisador e compositor. Suas composições passaram a ser influenciadas pelo gênero, embora se autodefina como um compositor erudito.
Foi autor de dezesseis sonatas para piano, seis concertos para piano, Variações, Estudos para piano e outras obras.
Seus 24 Prelúdios e Fugas Opus 82, é um exemplo de uma fusão de dois estilos musicais: o barroco, de Johann Sebastian Bach, e o popular jazz.

## Morte
Morreu em 2 de julho de 2020 em Moscou, aos 82 anos.